# Merlet

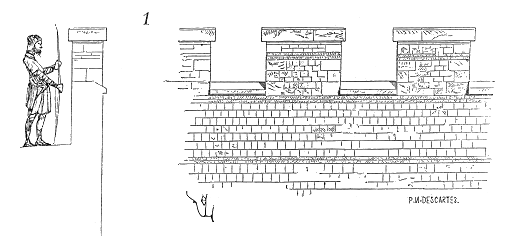
Un merlet que mostra la seva funció.

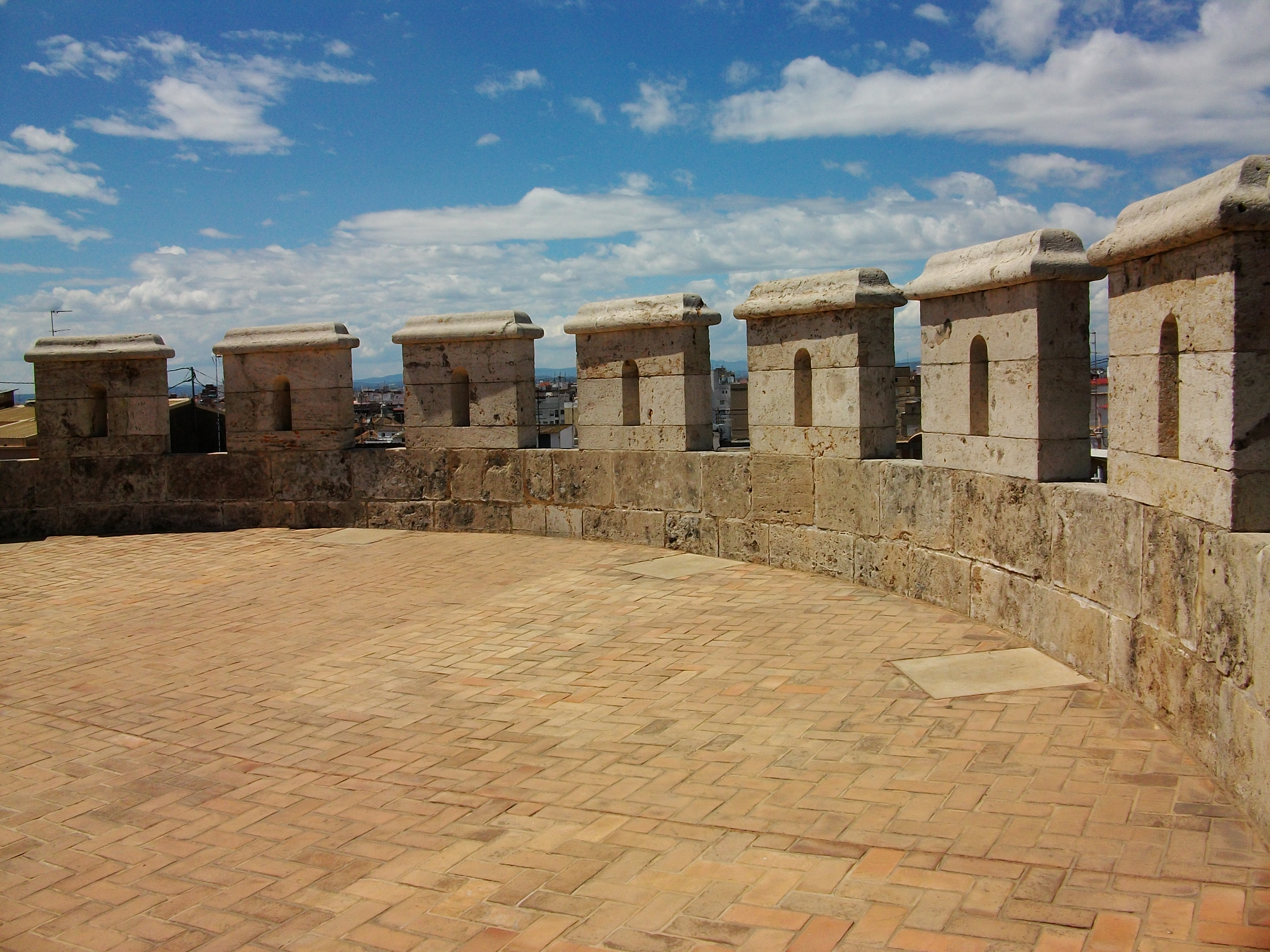
Merlets i terrassa de la Porta de Quart de València.

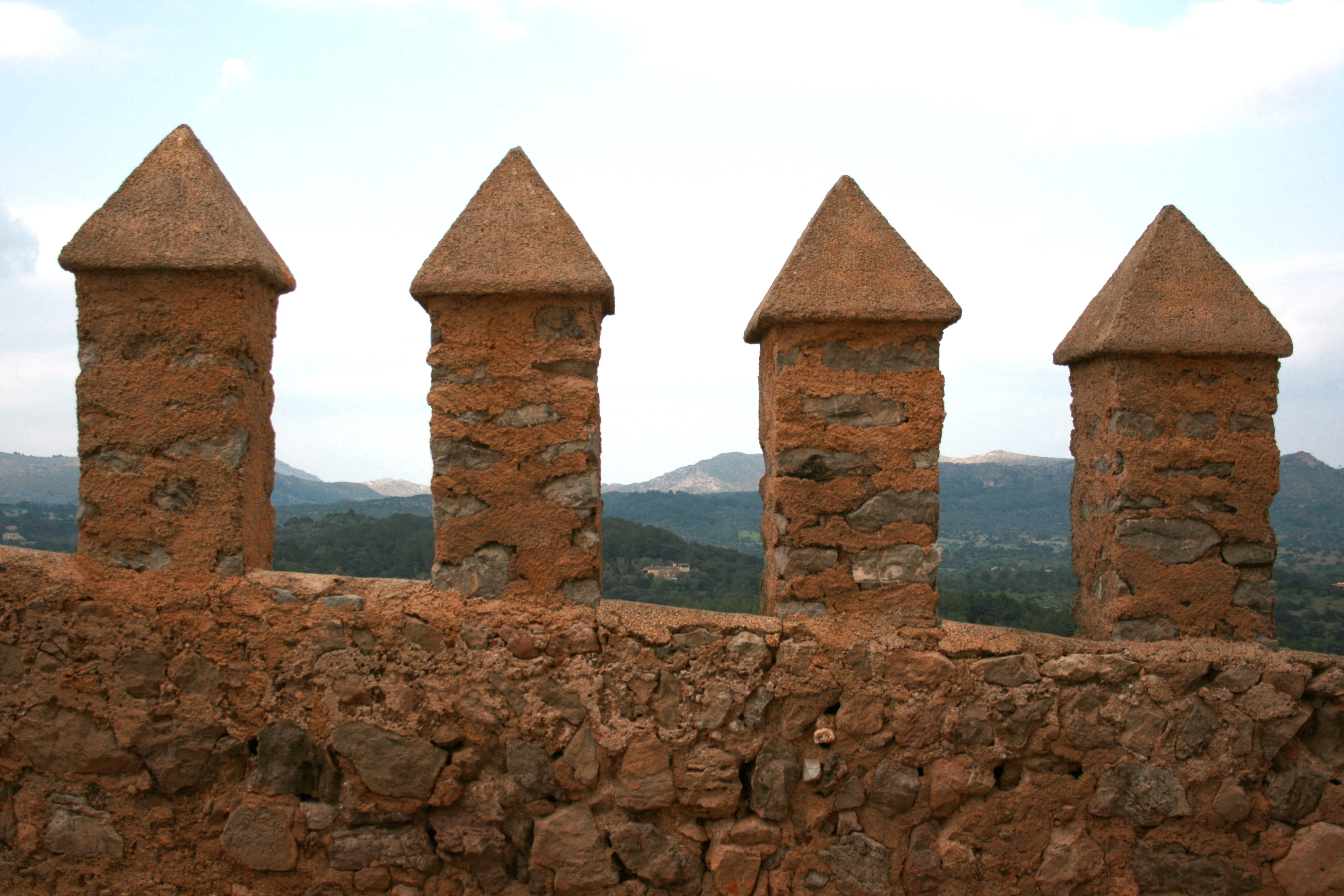
Merlets del santuari de Sant Salvador, a l'Almudaina d'Artà (Mallorca).

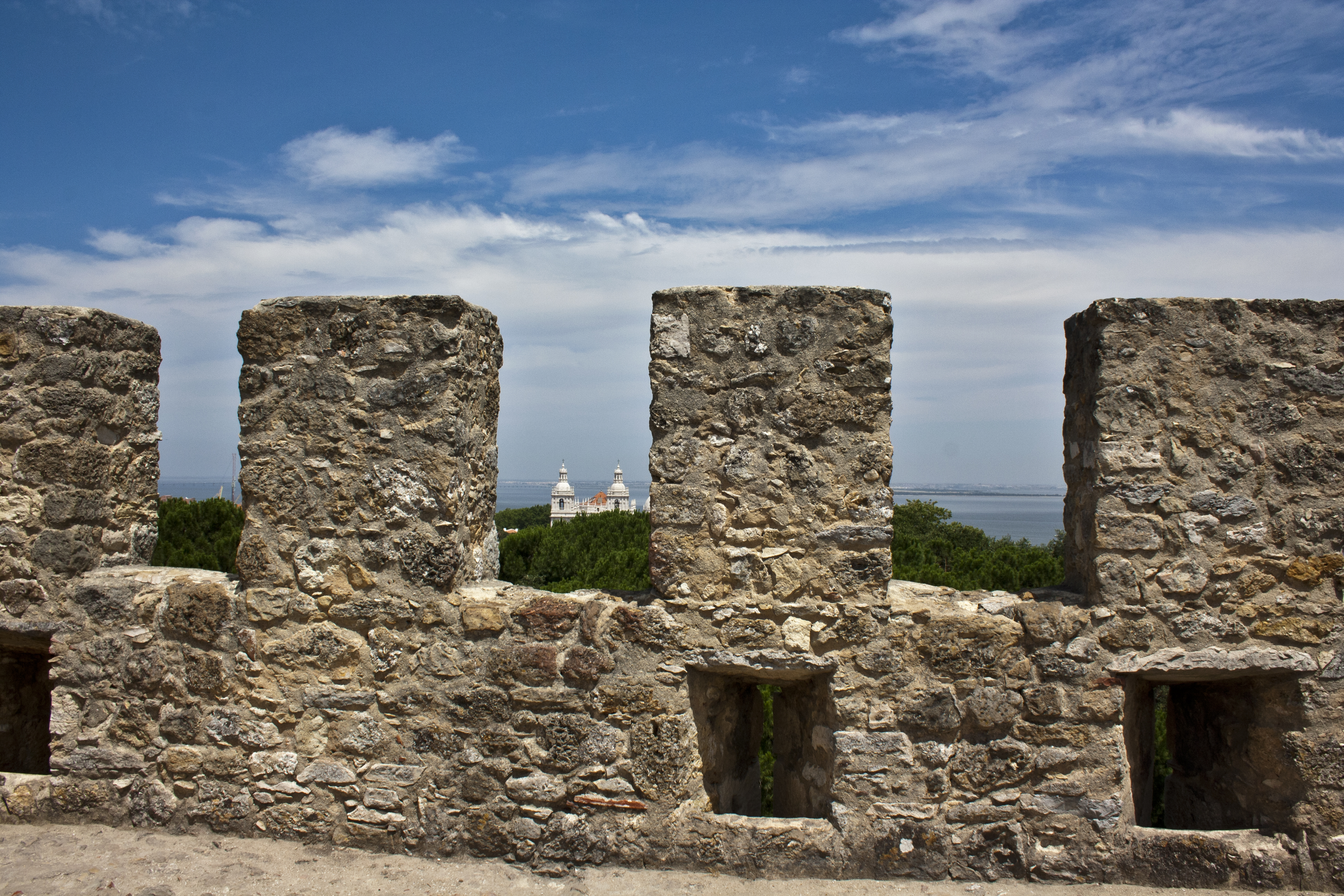
Merlets del Castell de Sant Jordi de Lisboa (Portugal).

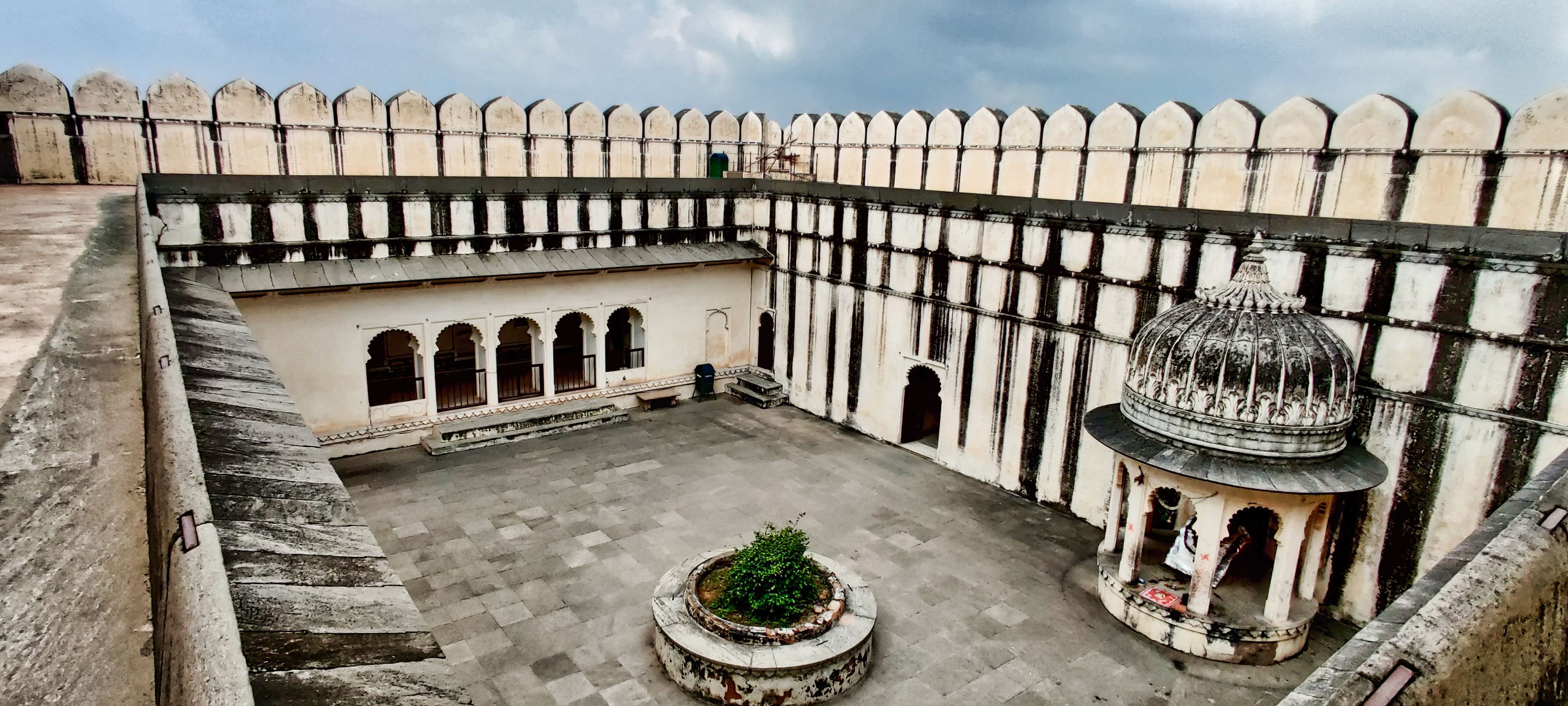
Merlets del palau de la Khumbalgarh (Rajasthan).

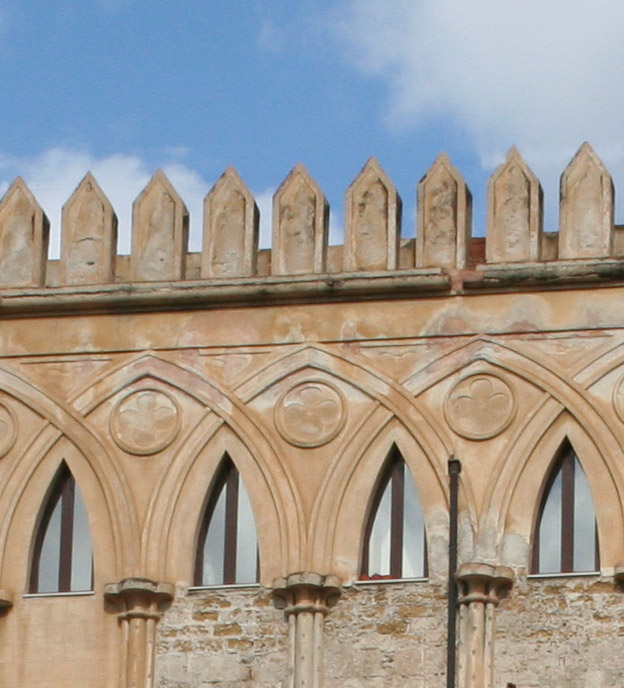
Palau dels Normands (Palerm, Itàlia).

Un merlet o rastell (i ant. dentell) és cadascun dels elements d'obra poligonals situats que alternen amb altres de buits damunt un parapet, formant part d'un acabament fortificat d'un mur o d'una torre. Aquesta fortificació servia de protecció dels defensors, que amagats al seu darrere podien vetllar l'enemic i llançar-li projectils pels espais buits o pels matacans amb seguretat. Les mides i l'acabament superior dels merlets són característics de cada època i contrada. Els merlets es troben ja a Assíria i desaparegueren amb la difusió de l'artilleria i de les fortificacions amb bastions que en foren el resultat. Modernament s'han emprat amb una funció decorativa en edificis civils.
Al mig del merlet podia haver-hi una sagetera o una tronera. En el buit entre els merlets podia haver-hi també un mantellet abatible per a protegir-se dels projectils que es llançaven de dalt, un precedent dels matacans, o un escut posat a la banda de fora. Damunt els merlets podia haver-hi columnes que aguantaven una teulada.

## Funció decorativa
Hi ha merlets postissos col·locats amb funció decorativa a edificis civils o religiosos, com els de molts palaus venecians, trilobulats, alternant-ne d'alts i de baixos, formant una cresta (Ca d'Oro) o altres dibuixos (Palau dels Duxs). Així, la Llotja de la Seda de València té merlets rectangulars amb una corona ampla a sobre. Fins i tot hi ha torres de molins d'aigua o casetes de transformadors amb merlets catalans (Mallorca). Tenen també una funció decorativa els merlets nord-africans musulmans estrets, amb quatre escalons laterals amb el costat inclinats cap a l'interior, com dents de serra, i, de vegades, amb la dent superior té forma de coa de peix. Aquests merlets es troben també a la mesquita de Còrdova i, modernament, a edificis neoàrabs als Països Catalans, com la seu de Vichy Catalan (Caldes de Malavella), al Club Velocipèdic d'Inca (Mallorca).

## Denominació
En llengua catalana, el merlet també es diu rastell (i antigament dentell), emperò l'espai entre els merlets no té un nom específic, però sí en altres idiomes (créneau, en francès; embrasure, crenel o crenelle, en anglès; saettiera, en italià). Un mig merlet era el que hi havia al cap d'un parapet. I un mur o torre amb merlets es deia emmerletat.

## Tipus
Els merlets més antics coneguts són els d'Assíria (Porta d'Ishtar i Nínive). Eren escalonats, amb els escalons laterals una mica més estrets que el superior. Els merlets següents en antiguitat als d'Assíria són els egipcis, que eren completament triangulars o acabats en un lòbul, en els dos casos sense separació, cosa que fa sospitar una funció decorativa.
Les fortificacions romanes tenien merlets rectangulars coberts amb una peça plana més ampla. Amb el temps, per protegir dels trets transversals, darrere cada merlet es posà un mur transversal.
A la muralla romana d'Orient d'Istanbul i a Sudack (Crimea) hi ha merlets de forma de dent, rectangulars i amb l'acabament format per dos vessants un cap a dins i l'altre cap a fora, perquè no s'hi puguin agafar els ganxos dels assaltants.
Els merlets d'època califal d'Al Andalus i Marroc (muralla de Marràqueix), són cúbics i acabats en una piràmide (castell de l'Almudaina, Palma). Els merlets musulmans africans i asiàtics no decoratius solen acabar en mitja circumferència, de vegades amb una sagetera al mig (mesquita de Cairuan, Tunísia; Medina de Susa, Tunísia; Al-jawad, Oman).
Els merlets de l'interior de l'Atles, en canvi, són escalonats, amb quatre escalons rectangulars i estan molt separats, de vegades sols n'hi ha als cantons. El nucli del castell de l'Almudaina, bastit damunt una fortificació romana o romana d'Orient anterior, té l'estructura dels castellets de l'Atles, però com hem dit, els merlets són califals.
Els merlets normands de Sicília (Motta Sant'Anastasia, catedral de Siracusa, església de Sant Pere i Sant Pau d'Agrò, Casalvecchio Siculo, etc.), acaben també en mitja circumferència, però aquesta es troba damunt un rectangle més alt que els musulmans, encara que deuen estar relacionats, i la cara superior del semicercle pot sortir una mica del mur.
Les fortificacions turques podien no tenir merlets, sinó parapets coronats per lòbuls situats un devora l'altre, cadascun damunt una sagetera o tronera (Negroponto; Rettimo). En altres casos, trobam merlets en forma de dent, alguns amb una sagetera al mig, tots damunt matacans (Topkapi, Instanbul). Els merlets de l'Índia i Pakistan eren formats per un quadrat amb una sagetera, amb l'acabament amb perfil de lotus, més o menys ornamental.
A la baixa edat mitjana, a Europa, eren freqüents els merlets rectangulars, més amples que alts, amb una sagetera al mig i sovint damunt matacans. A Itàlia, al s. XIV, els merlets quadrats, amb la cara superior plana o amb una mica de pendent cap a fora a la cara superior, eren anomenats güelfs. Uns altres merlets contemporanis italians eren els merlets gibel·lins, o merlets de coa d'oronella, formats per dos quarts de cercle units per la tangent o per dos triangles rectangles divergents al mig del merlet. Aquests merlets sovint eren molt grossos.
Als segles XIV i XV es difon als Països Catalans el merlet català, que és una mena de merlet escalonat, format per una base de l'alçada d'un quadrat i l'amplada de cinc o més, damunt la qual hi ha un rectangle de tres o sis quadrats i a dalt de tot, al mig, una dent de la mida d'un quadrat. La separació entre els merlets pot tenir l'amplada d'un quadrat, de manera que el buit té la forma d'un merlet invertit. Algunes vegades al mig del merlet hi ha una sagetera. El millor exemplar de merlet català és a la Llotja de Palma, no té funció sols decorativa, perquè la Llotja formava part de la muralla del mar de Palma.
El merlet irlandès és un altre merlet escalonat, però només d'un escaló a cada costat i amb les cares superiors amb pendent cap a fora i ultrapassant el mur (catedral de Kildare).
Una combinació de diferents acabaments es troba en el merlet trilobulat (Santa Severina, Calàbria, 1556-1559). Damunt un merlet molt ample hi ha dos lòbuls laterals separats per mig cercle petit. Els lòbuls fan pendent cap a fora.